# 單一麥芽蘇格蘭威士忌
單一麥芽蘇格蘭威士忌（英語：Single Malt Scotch Whisky）是指完全來自同一家蒸餾廠、完全以發芽大麥為原料所製造的蘇格蘭威士忌。

## 定義

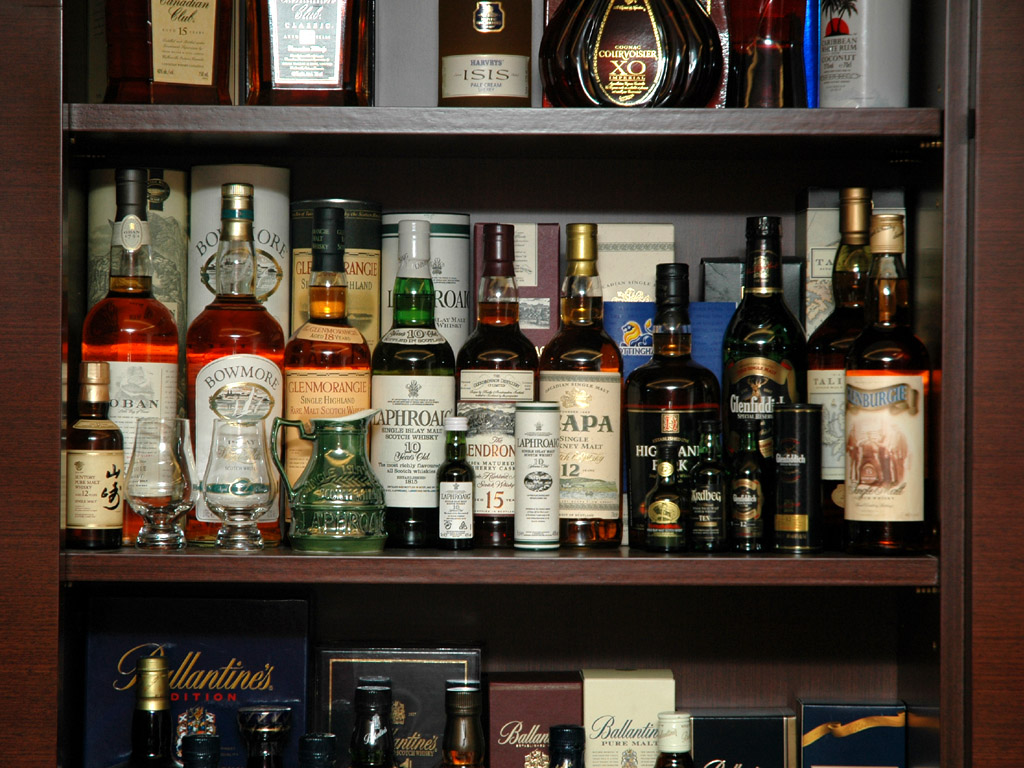
許多不同品牌的單一麥芽威士忌

「單一麥芽蘇格蘭威士忌」（Single Malt Whisky）在定義上是指完全由同一家蒸餾廠裡只用發芽大麥為原料製造，並且在蘇格蘭境內以橡木桶熟成超過三年以上的威士忌。該注意的是，這定義並沒限制同一個瓶子裡的酒皆必須出自同一個橡木桶裡面，實務上酒廠的調酒師常會根據需要，以自己廠裡生產的不同酒桶（乃至於不同裝桶年份的酒桶）裡取出的威士忌混合調製再裝瓶銷售。瓶籤上標示的年份是熟成時間最短的那桶威士忌的年份。
蒸餾廠經常會將自己廠裡製造出的多餘成品銷售給一些獨立的裝瓶商（bottler），然後以裝瓶商的自有品牌另行包裝出售。在這種狀況下雖然威士忌後半段的陳年工作可能是在裝瓶商擁有的倉庫裡進行，而非在蒸餾廠原本的倉庫裡，但只要陳年時間能超過蘇格蘭政府公告的底限，仍符合單一麥芽威士忌的定義標準。目前蘇格蘭酒業協會已建議立法，限制蘇格蘭威士忌必須在蘇格蘭境內裝瓶。

## 產區

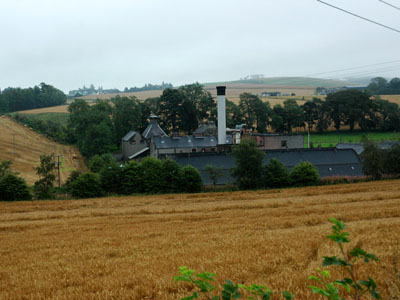
一所屬於高地區的麥芽威士忌蒸餾廠

除了法國的干邑白蘭地（Cognac）之外，在烈酒的領域裡面，蘇格蘭威士忌是少數真正擁有明確產區分別的酒類。但與干邑不同的是，干邑白蘭地的產區是在一連續的區域中劃分不同的地帶，但是蘇格蘭威士忌的產區卻散佈在大不列顛島的北半與鄰近離島的廣大區域上。鮮明的地形差異與氣候特性，讓各產區生產的單一麥芽威士忌，經常會擁有截然不同的風味表現。
產區的觀念，最早是起源於稅務上的需求，英國政府將整個蘇格蘭地區劃分為不同的產區，授與不同的執照課徵不同的稅率。至於今日的產區觀念則是延續自當時的分區概念，但在稅法已經大幅修正過後，產區的差異對於威士忌的徵稅已經不具有實際意義，反倒是各產區產品口味上的差異慢慢成為分別產區的理由。
根據最早的稅法，蘇格蘭地區原則上被劃分為四個區域：高地區（Highland）、低地區（Lowland）、島嶼區（Islands）與坎貝爾鎮（Campbeltown）。其中，高地區與低地區的界線大體是沿著舊時的行政區邊界來劃分，由蘇格蘭西岸的克萊德河（Clyde）河口開始，沿著泰河（Tay）東行，繞過格拉斯哥與登巴頓（Dumbarton）的北方後，在丹迪（Dundee）與柏斯（Perth）附近抵達東岸。這條界線不單純只是行政區的分界，事實上界線南北的地區擁有截然不同的地理特性，北方多山與石灰岩地形，南方則是肥沃的緩丘地帶。
島嶼區原本是泛指蘇格蘭本島之外的所有週邊島嶼，但在其中位於西南角的艾拉島（Isle of Islay）對於蘇格蘭威士忌來說擁有較為不同的特殊意義。坎貝爾鎮是個位於蘇格蘭西南端、狹長的金泰爾半島（Mull of Kintyre）末端的城鎮，在過去該城鎮周圍的地區曾一度矗立著多達30家的蒸餾廠，被稱為「威士忌之城」，由於該區生產的威士忌口味上迥異於其他地區且酒廠數量繁多，因此才會在稅法上自成獨立的一區。可惜好景不常，產業的過度膨脹再加上區內的產品品質參差不齊，以及後來調和式威士忌的崛起，全都造成坎貝爾鎮威士忌的市場衰退。今天，坎貝爾鎮的範圍內只剩下三家蒸餾廠共四個品牌的威士忌生產，早已沒有以往那樣的重要性了。
今日的蘇格蘭威士忌產區劃分，與過去的分法有些不同。除了上面提到已經式微的坎貝爾鎮外，在原本的島嶼區裡面，艾拉島因為它獨特的地理位置與產品口味逐漸被區隔為單獨的區域，而其餘的離島則通常被視為高地區威士忌的範疇。但，在高地區的中央地帶，以斯佩河（Spey）為中心的肥沃平原區，在後期因為新酒廠陸續設立密度大增，儼然成為一個新興的「威士忌之鄉」而漸漸地被視為一個特別的產區，稱為斯佩塞區（Speyside，意指斯佩河岸）。不過，因為斯佩塞區並不是正統的分區方式，並沒有很明確的地理界線，但一般而言而言習慣上是把位於印威內斯（Inveness）與亞伯丁（Aberdeen）之間，包括斯佩河與數條知名河川（例如利維河Livet）流域在內的區域劃為此區。

## 各區產品特性

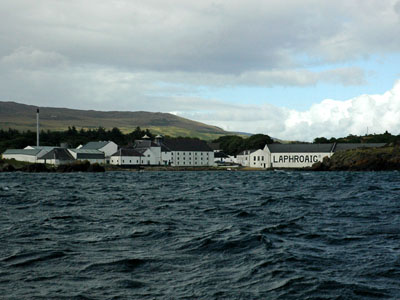
建立在大西洋海岸邊的一家艾拉島蒸餾廠

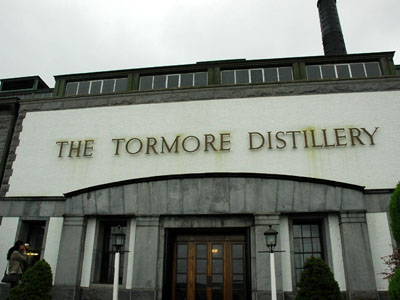
斯佩塞區的一所現代化蒸餾廠

- 高地區

高地區的地形起伏劇烈、氣候凜冽，因此也塑造了個性較為強烈的威士忌產品形象。然而，有鑒於該區包括的範圍廣大，區內的蒸餾廠分佈零星，要想很明確的歸納出一個高地區威士忌的特色，其實不容易，某些位於西岸向風面或是非常北部海邊的蒸餾廠，製造出來的威士忌口味特別濃烈厚重。如果要說，質地確實，口味甘烈，帶有一些泥炭燻香與海水鹽味，可能是大部分高地型威士忌都有的特質。
由於高地區的範圍實在太廣，有些威士忌的酒評還會進一步將其劃分為北高地（Northern Highlands）、西高地（Western Highlands）、東高地（Eastern Highlands）、中地（Midlands）與獨立的各島嶼，包括奧克尼群島（Orkney Islands）、斯凱島（Isle of Skye）、茂爾島（Isle of Mull）、侏羅島（Isle of Jura）與愛倫島（Isle of Arran）。在這樣進一步細分之後，各次分區境內的酒款就比較有共同的特性可以比較，追究其因，地形與區域的差異影響了水質與空氣，是影響口感非常關鍵的要素。
- 低地區

低地區蒸餾廠打從過往就一直非常稀少，在近年來其數量又更進一步的銳減。此區域缺乏高地區的強風吹拂與嚴峻地形及氣候，也很少有泥炭沼澤地的存在，製造出來的威士忌普遍帶有的是截然不同的柔和植物芳香，無泥炭味與海水鹽味，特性並不是很明確。
不過，正由於此區的地勢低緩農作豐富，許多大型的穀物威士忌蒸餾廠都位於此區境內。
- 艾拉島

艾拉島（Isle of Islay）是一個位於蘇格蘭西南部的離島，與世隔絕的此區正好是面對大西洋海風的第一線，當威士忌由愛爾蘭傳入蘇格蘭時也是由此起源，因此無論是在歷史上還是地理上，都擁有迥異於其他離島的地位。艾拉島盛產泥煤（peat），此區的威士忌普遍擁有非常重的煙燻程度，由於大部分的酒廠都緊鄰海岸線，因此海鹽般的鹹味也是此區威士忌普遍的特色之一。
- 斯佩塞

斯佩塞（Speyside，斯佩河的河岸）的興盛，其實可以歸功於調和式威士忌的發明。在調和威士忌興起之後，幾乎所有的蘇格蘭麥芽威士忌在生產後，都是直接作為調和威士忌的原料使用鮮少獨立裝瓶出售，其佔有比例曾一度達到麥芽威士忌總生產量的99%。為了確保穩定的原料來源，各大調和威士忌廠商莫不大規模地收購各地的麥芽威士忌蒸餾廠，或乾脆自行斥資興建新廠，在這種情況下酒廠考慮的往往不是一支麥芽威士忌嚐起來是否好喝，而是它是否適合用來調酒，能否與來自他廠的威士忌適切融合。
如果以這角度來考量，傳統高地區與島嶼區的威士忌，都因為口味太重不容易壓制，而不適合在調和式威士忌裡面使用。反倒是斯佩塞地區的地形與氣候，再加上豐富的水源及農產，製造出來的威士忌普遍帶有比較豐富的果香與花香（該地區的山坡地帶，經常滿佈石楠這種溫帶植物），以及些許的泥煤煙燻，這樣的威士忌產品非常適合使用於調和威士忌，因此逐漸在該產業裡面嶄露頭角。目前斯佩塞是麥芽威士忌酒廠裡面密度最高的一區，而這些蒸餾廠，大都集中在斯佩河與其他幾條河流沿岸的河谷地區裡面。
- 坎貝爾鎮

以坎貝爾鎮為中心的此產區，由於距離蘇格蘭與英格蘭本土非常遙遠，再加上境內盛產大麥與泥炭，天生就是非常優良的威士忌酒生產地點。19世紀是甘貝爾敦威士忌的黃金時代，根據歷史資料該區在1824年（威士忌稅法大幅修正的隔年）有25家合法領照的蒸餾廠，每年生產748,000加崙（約合350萬公升）的威士忌，除了運往蘇格蘭低地區、英格蘭與愛爾蘭外，外銷到北美是坎貝爾鎮威士忌之所以需求甚大的原因之一。
由於位置上與艾拉島一樣，位於大西洋海風的向風面，以及大量使用泥炭燻烤，坎貝爾鎮的威士忌在口味上也是屬於偏重型。香氣濃烈、酒體厚重再加上鹽味與炭燻，坎貝爾鎮威士忌曾一度被認為是最有「男人味」的種類。但也正由於這理由，當調和威士忌興起後，調酒廠大都把注意力轉移到斯佩塞那種產品口味比較溫和的地區，而坎貝爾鎮威士忌顯然有點英雄無用武之地的遺憾。
另一個造成坎貝爾鎮威士忌能在威士忌熱潮之前就開始大賣，但卻在之後迅速沒落的原因，是這區的威士忌太依賴北美地區的走私市場之故。在美國的禁酒令時代，許多坎貝爾鎮威士忌在生產後就直接裝船送往加勒比海，再從該地輾轉偷渡到美國境內，過高的瞬間需求讓許多不肖業者開始以非常劣質的手段製造威士忌，甚至有直接使用裝漁獲的橡木桶來陳年威士忌的說法。這種過份的發展最終導致坎貝爾鎮威士忌的毀滅，在經濟大蕭條發生後，全球經濟的低潮將殘存的坎貝爾鎮酒廠一掃而空。今天該區只剩下Springbank與Glen Scotia兩家蒸餾廠仍能順利運作，但是這兩家廠本身也是在沉寂過好一段時間之後，才再度復廠開工。直得注意的是，擁有Springbank蒸餾廠的約翰與亞歷山德·米契爾公司（J&A Mitchell & Co.）除了正積極恢復蒸餾廠的營運外，也買下了與該廠有淵源、但已經停止營運許久的Glengyle蒸餾廠，在原址開設了Kilkerran蒸餾廠，成為坎貝爾鎮地區多年來第一個新酒廠。

## 相關名詞
- 酒精度

根據蘇格蘭與歐盟的法規，裝瓶後的威士忌酒（或甚至其他烈酒類產品）其體積酒精度（Alcohol By Volume, ABV）至少須維持在40%以上，才符合規定。有些酒廠為了避免酒精在封裝的過程中因為逸失或誤差而無法符合40%的規定，因此主動將酒精度提高到43%。但事實上，威士忌原本出桶時，依照陳年年份的不同，酒精度通常會在接近50%甚至到65%的水準，因此無論是40%或43%的酒精度，其實都是裝瓶前加水稀釋過的。正由於這緣故，當有人表示「威士忌一定要開瓶後直接純飲味道才純正」時，其實是種錯誤的認知，因為縱使是直接從瓶裡倒出的酒，通常也早已經過稀釋處理，而非出桶時的酒精強度。
- 冷凝過濾（Chill Filtering）

分析威士忌酒的成分，除了大部分的純水與酒精外，其實還有一小部分（通常比例不會超過0.2%）是屬於長鏈的芳香酯類物質。這些物質在威士忌加水稀釋、冷藏或遇到低溫時（例如在酒裡加冰塊），會有凝固的現象而讓酒體霧化，影響產品的賣相或讓消費者對品質有疑慮。為了避免這種情況酒廠常常在產品裝瓶前先施以降溫後，將這些凝固的芳香酯類過濾去除，稱為冷凝過濾處理。但由於威士忌的香味往往就是來自這些芳香酯類，去除它們會減損威士忌的風味，許多行家並不是非常欣賞這般的處理手法。目前市場潮流也越來越重視Non Chill Filter（非冷凝過濾）的產品，通常它們都會以46%或是桶裝酒精強度的狀態裝瓶。
- 桶裝強度（Cask Strength）

桶裝強度酒是近年來漸漸出現在單一麥芽威士忌市場上的新產品品項。顧名思義，桶裝強度酒是保持了威士忌在出桶時的酒精強度，不經加水稀釋處理就直接出售，常見的桶裝強度酒其酒精度通常都在55%到60%之間，但隨著陳年時間越長與陳年時所使用的酒桶與環境之差異，有些桶裝強度酒其酒精度甚至會低於普通的加水稀釋產品。例如，位於艾拉島的Laphroaig蒸餾廠由於採用波本酒桶與舖地式陳年兩種相對上酒精揮發率最高的陳年方式，因此其限量生產的40年陳年瓶裝酒雖然是採桶裝強度的作法，但實際上的酒精度卻只剩42.4% ABV，甚至低於一般採43%酒精度包裝的稀釋瓶裝酒。但總體而言，除了這種少數特例外，桶裝強度酒通常都是指酒精度遠高於一般酒款的高酒精度產品，雖然也有部分酒廠事實上還是有加水調整，以維持產品一慣的酒精濃度。關於桶裝強度酒的產品特色，目前並無法律定義，大都是由廠商依照本身的策略自由發揮。桶裝強度酒的另外一個優點是，它們通常不經過上述的冷過濾處理，因此較能保持原味。不過，並不是所有人都能習慣合直接以如此高的酒精度飲用的，事實上純飲酒精度過高的威士忌，長期來說會對身體造成不小的負擔。
- 單桶裝瓶酒（Single Cask）

又常被稱為「Single Single Malt」，與一般單一麥芽威士忌只需要使用同個蒸餾廠的產品、允許依照場合需要混酒不同，這種產品是指瓶內威士忌的來源完全出自同一個酒桶之內，強調的是其原味表現。由於毎個酒桶的容量有限，Single Cask一定是限量銷售的產品，其來源除了由蒸餾廠自行挑選有信心的產品發表外，包括獨立裝瓶商或者如蘇格蘭麥芽威士忌協會（Scotch Malt Whisky Society）針對會員的裝瓶，都是此類產品常見的來源管道。
- “Glen”

稍微留意一下麥芽威士忌蒸餾廠的名字，就會發現「Glen」這個字經常被用於酒廠或產品的名稱中，例如Glenfiddich、Glen Farclas、Glen Morangie或GlenDronach等廠。其實Glen是蓋爾語裡面「河谷」的意思，蓋大部分的蒸餾廠為了方便取得優良的水源，以及尋找陰涼的儲存環境，因此經常會將酒廠設立於有河川流經的山谷裡，並且自然而然地使用了當地的地名作為酒廠的名字。

## 仍在生產的蒸餾廠列表
| 蒸餾廠名       | 產區                 | 附註                 |
| -------------- | -------------------- | -------------------- |
| Aberfeldy      | 高地區               |                      |
| Aberlour       | 高地區（斯佩塞）     |                      |
| Allt-A-Bhainne | 高地區（斯佩塞）     |                      |
| Ardbeg         | 艾拉島               |                      |
| Ardmore        | 高地區（斯佩塞）     |                      |
| Arran          | 高地區（愛倫島）     |                      |
| Auchentoshan   | 低地區               |                      |
| Aultmore       | 高地區（斯佩塞）     |                      |
| Balblair       | 高地區               |                      |
| Balmenach      | 高地區（斯佩塞）     |                      |
| Balvenie, The  | 高地區（斯佩塞）     |                      |
| Banff          | 高地區（斯佩塞）     |                      |
| Ben Nevis      | 高地區               |                      |
| Benriach       | 高地區（斯佩塞）     |                      |
| Benrinnes      | 高地區（斯佩塞）     |                      |
| Benromach      | 高地區（斯佩塞）     |                      |
| Bladnoch       | 低地區               |                      |
| Blair Athol    | 高地區               |                      |
| Bowmore        | 艾拉島               |                      |
| Brackla        | 高地區（斯佩塞）     |                      |
| Braeval        | 高地區（斯佩塞）     |                      |
| Bruichladdich  | 艾拉島               |                      |
| Bunnahabhain   | 艾拉島               |                      |
| Caol Ila       | 艾拉島               |                      |
| Caperdonich    | 高地區（斯佩塞）     |                      |
| Cardhu         | 高地區（斯佩塞）     |                      |
| Clynelish      | 高地區               |                      |
| An Cnoc        | 高地區（斯佩塞）     |                      |
| Coleburn       | 高地區（斯佩塞）     |                      |
| Convalmore     | 高地區（斯佩塞）     |                      |
| Cragganmore    | 高地區（斯佩塞）     |                      |
| Craigellachie  | 高地區（斯佩塞）     |                      |
| Dailuaine      | 高地區（斯佩塞）     |                      |
| Dallas Dhu     | 高地區（斯佩塞）     |                      |
| Dalmore, The   | 高地區               |                      |
| Dalwhinnie     | 高地區（斯佩塞）     |                      |
| Deanston       | 高地區               |                      |
| Drumguish      | 高地區（斯佩塞）     |                      |
| Dufftown       | 高地區（斯佩塞）     |                      |
| Edradour       | 高地區               |                      |
| Fettercairn    | 高地區               |                      |
| Glen Albyn     | 高地區（斯佩塞）     |                      |
| Glenallachie   | 高地區（斯佩塞）     |                      |
| Glenburgie     | 高地區（斯佩塞）     |                      |
| Glencadam      | 高地區               |                      |
| Glen Deveron   | 高地區（斯佩塞）     |                      |
| Glendronach    | 高地區               |                      |
| Glendullan     | 高地區（斯佩塞）     |                      |
| Glen Elgin     | 高地區（斯佩塞）     |                      |
| Glenesk        | 高地區               |                      |
| Glenfarclas    | 高地區（斯佩塞）     |                      |
| Glenfiddich    | 高地區（斯佩塞）     |                      |
| Glen Flagler   | 低地區               |                      |
| Glen Garioch   | 高地區               |                      |
| Glenglassaugh  | 高地區（斯佩塞）     |                      |
| Glengoyne      | 高地區               |                      |
| Glen Grant     | 高地區（斯佩塞）     |                      |
| Glen Keith     | 高地區（斯佩塞）     |                      |
| Glenkinchie    | 低地區               |                      |
| Glenlivet, The | 高地區（斯佩塞）     |                      |
| Glenlochy      | 高地區               |                      |
| Glenlossie     | 高地區（斯佩塞）     |                      |
| Glen Mhor      | 高地區（斯佩塞）     |                      |
| Glen Morangie  | 高地區               |                      |
| Glen Moray     | 高地區（斯佩塞）     |                      |
| Glen Ord       | 高地區               |                      |
| Glenrothes     | 高地區（斯佩塞）     |                      |
| Glen Scotia    | 康柏頓               |                      |
| Glen Spey      | 高地區（斯佩塞）     |                      |
| Glentauchers   | 高地區（斯佩塞）     |                      |
| Glenturret     | 高地區               |                      |
| Glenugie       | 高地區               |                      |
| Glenury Royal  | 高地區               |                      |
| Highland Park  | 高地區（奧克尼群島） |                      |
| Imperial       | 高地區（斯佩塞）     |                      |
| Inchgower      | 高地區（斯佩塞）     |                      |
| Inverleven     | 低地區               |                      |
| Jura           | 高地區（侏羅島）     |                      |
| Kilchoman      | 艾拉島               |                      |
| Kinclaith      | 低地區               |                      |
| Knockando      | 高地區（斯佩塞）     |                      |
| Ladyburn       | 低地區               |                      |
| Lagavulin      | 艾拉島               |                      |
| Laphroaig      | 艾拉島               |                      |
| Linkwood       | 高地區（斯佩塞）     |                      |
| Littlemill     | 低地區               |                      |
| Loch Lomond    | 高地區               |                      |
| Lochnagar      | 高地區               |                      |
| Lochside       | 高地區               |                      |
| Longrow        | 坎貝爾鎮             | Springbank蒸餾廠生產 |
| Longmorn       | 高地區（斯佩塞）     |                      |
| Macallan, The  | 高地區（斯佩塞）     |                      |
| Mannochmore    | 高地區（斯佩塞）     |                      |
| Millburn       | 高地區（斯佩塞）     |                      |
| Miltonduff     | 高地區（斯佩塞）     |                      |
| Mortlach       | 高地區（斯佩塞）     |                      |
| North Port     | 高地區               |                      |
| Oban           | 高地區               |                      |
| Pittyvaich     | 高地區（斯佩塞）     |                      |
| Port Ellen     | 艾拉島               |                      |
| Old Pulteney   | 高地區               |                      |
| Rosebank       | 低地區               |                      |
| St Magdalene   | 低地區               |                      |
| Scapa          | 高地區（奧克尼群島） |                      |
| Singleton, The | 高地區（斯佩塞）     |                      |
| Speyburn       | 高地區（斯佩塞）     |                      |
| Speyside       | 高地區（斯佩塞）     |                      |
| Springbank     | 坎貝爾鎮             |                      |
| Strathisla     | 高地區（斯佩塞）     |                      |
| Strathmill     | 高地區（斯佩塞）     |                      |
| Talisker       | 高地區（斯凱島）     |                      |
| Tamdhu         | 高地區（斯佩塞）     |                      |
| Tamnavulin     | 高地區（斯佩塞）     |                      |
| Teaninich      | 高地區               |                      |
| Tobermory      | 高地區（慕爾島）     |                      |
| Tomatin        | 高地區（斯佩塞）     |                      |
| Tomintoul      | 高地區（斯佩塞）     |                      |
| Tormore        | 高地區（斯佩塞）     |                      |
| Tullibardine   | 高地區               |                      |

## 外部連結
- 蘇格蘭威士忌廠分佈圖（蘇格蘭威士忌協會網站）（英文）